# Contea di Dancheng
La contea di Dancheng (郸城县S, Dānchéng XiànP) è una contea della Cina, situata nella provincia di Henan e amministrata dalla prefettura di Zhoukou.